# Școlile românești din Transnistria
Situația școlilor românești din Transnistria este una destul de gravă, fiind ținte are măsurilor anti-românești aplicate de regimul separatist.

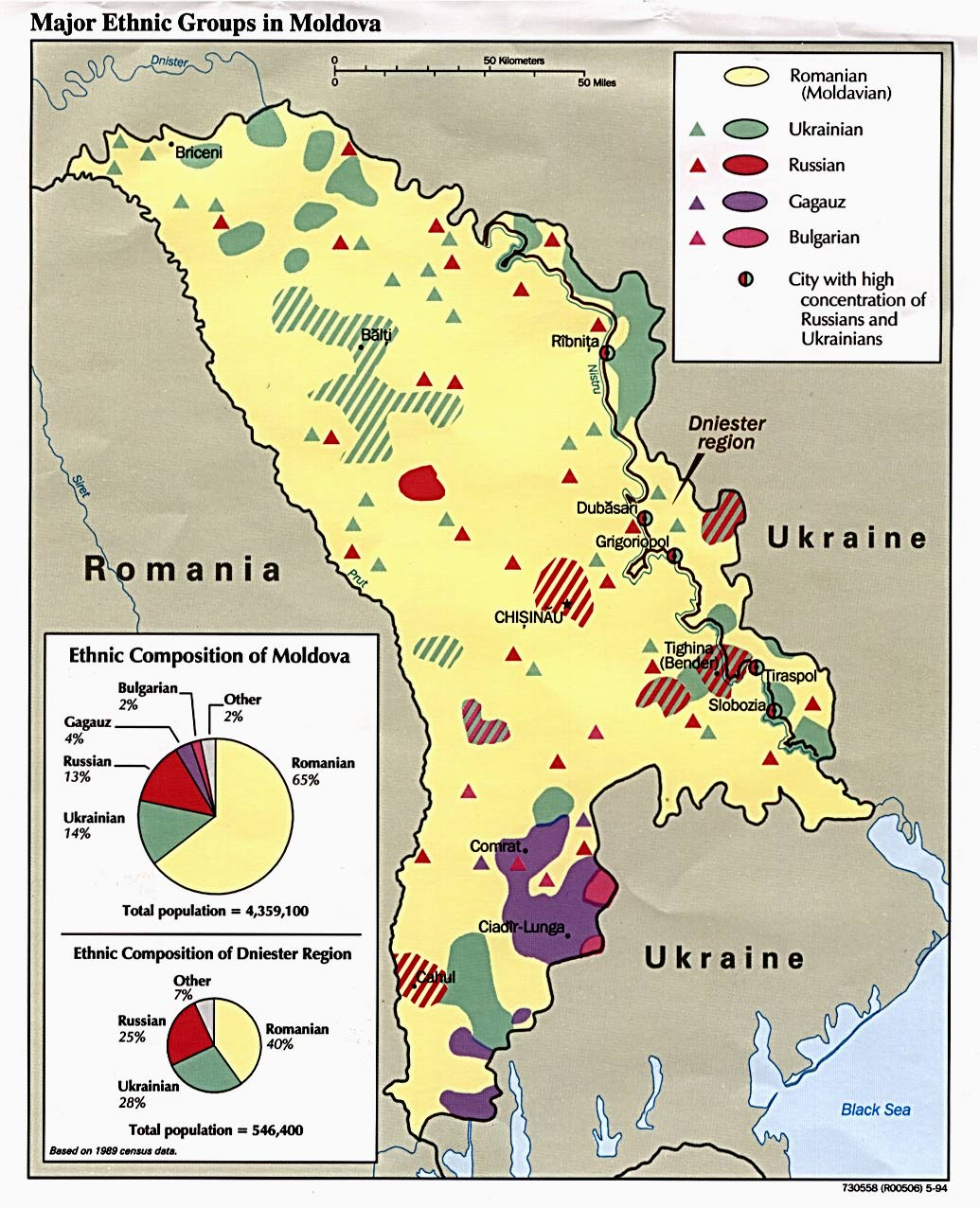
Harta etnică a RSS Moldovenești (incl. Transnistria) din 1989

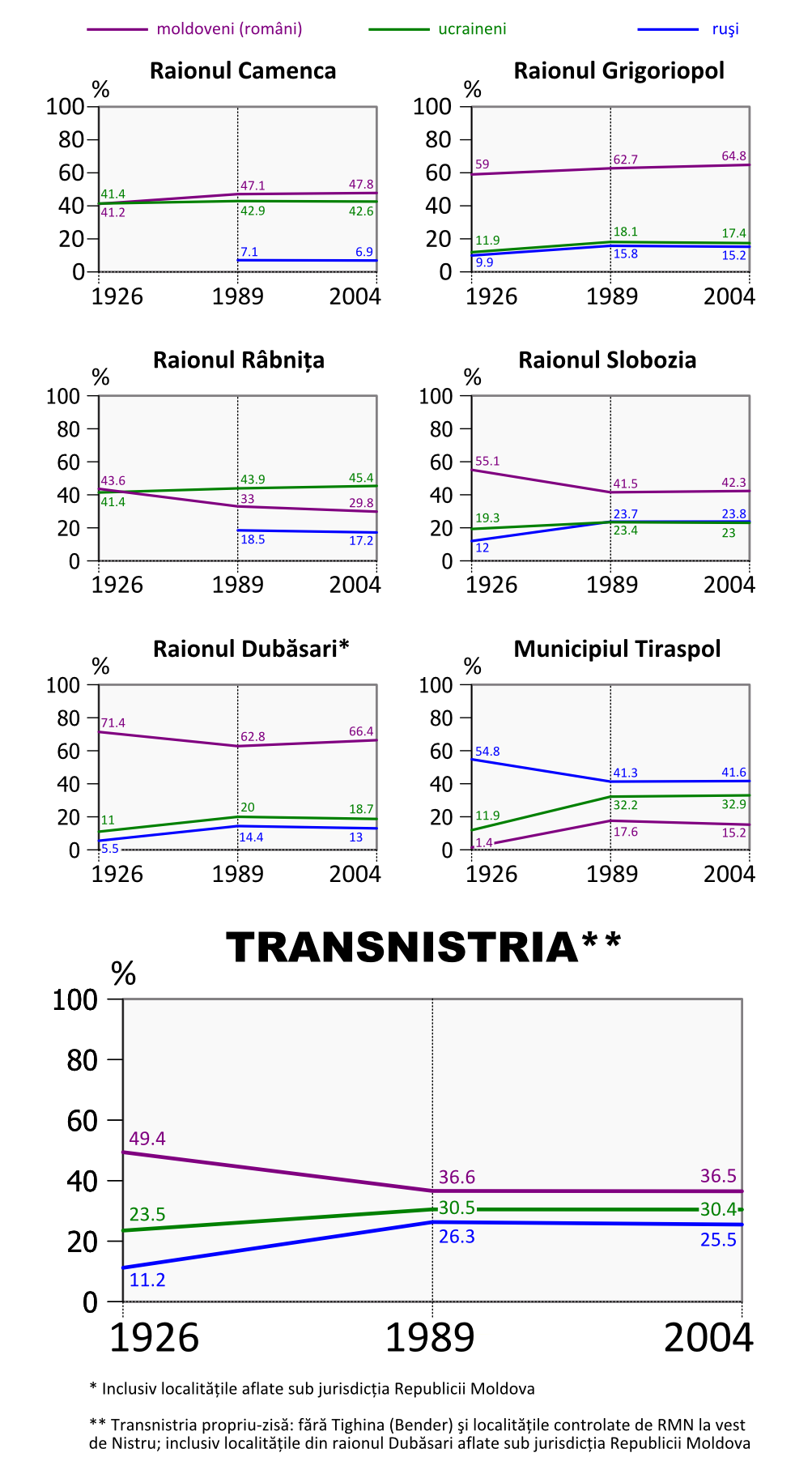
Evoluția etnică a Transnistriei

## Istorie
Primele școli în limba română din Transnistria au fost fondate în 1924, când acest teritoriu era cuprins în RASS Moldovenească. Autoritățile sovietice le considerau școli în limba moldovenească (română cu alfabet chirilic). După fragmentarea RASS Moldovenești, raioanele alipite RSS Moldovenești au continuat să predea în moldovenească, în timp ce în raioanele transferate RSS Ucrainene, școlile au devenit exclusiv în rusă. Între anii 1941-1944, când acest teritoriu a fost alipit României, termenul oficial folosit a fost limba română. 
Legea educației din RSS Moldovenească, care trecea alfabetul moldovenesc de la caractere chirilice la caractere latine, a fost boicotată de transnistreni. Drept urmare, în regiunea din stânga Nistrului școlile au păstrat alfabetul chirilic. 

## Situația de după 1992
În urma conflictului militar din 1992, autoritățile transnistrene fac tot posibilul pentru a limita acțiunile pro-românești din zonă. Există doar 6 școli de limbă română în Republica Moldovenească Nistreană care folosesc alfabetul latin. 
Au existat intenții de a extinde numărul școlilor românești. În 1996, directorul școlii moldovenești din Slobozia, care a susținut dorința părinților ca elevii să învețe alfabetul latin, a fost concediat și forțat să părăsească Transnistria. În 1999, un lector de la Colegiul Pedagogic din Tighina a fost concediat pentru că a promovat grafia latină în cadrul instituției. Persoana respectivă a fost amenințată ulterior cu violență. În septembrie 1996, administrația orașului Grigoriopol a folosit mercenari cazaci pentru a stopa activitatea unei școli românești din oraș. Pe 2 octombrie 1996, 3 profesori de la această școală au fost arestați și duși la Tiraspol. Pe 7 octombrie, în urma intervențiilor internaționale, profesorii au fost eliberați. 
Acestea sunt doar câteva dintre abuzurile autorităților separatiste.

## Criza din 2004
În vara lui 2004, autoritățile transnistrene au închis 4 din cele 6 școli românești. 3.400 de elevi au fost afectați de această măsură, iar profesorii și părinții ce au protestat au fost arestați. În consecință, Transnistria a încetat să transmită curent electric Republicii Moldova. Ministra educației din Transnistria, Elena Vasilievna Bomeșko, a susținut că această măsură nu este una anti-românească, aducând drept argument faptul că, în Evul Mediu, limba română folosea alfabetul chirilic.
Școlile au fost ulterior redeschise, dar ca instituții private, neprimind bani de la autoritățile transnistrene.

## Situația actuală
OSCE constata în anul 2005 că, dacă părinții transnistreni vor să-și înscrie copiii la școlile românești, atunci pot fi hărțuiți de autoritățile locale. Din această cauză mulți români transnistreni preferă să-și trimită copiii în școli rusești. Statul transnistrean nu recunoaște școlile românești, așa că elevii lor nu pot urma studii superioare în Transnistria. În școlile de limbă română din Transnistria au fost peste 1.600 de elevi în perioada 2020-2021. Dintre cei 44.006 de elevi care au urmat școlile guvernamentale transnistrene în 2018-2019, 38.240 au urmat școlile de limbă rusă (86,90%), 2.974 de limbă moldovenească în alfabetul chirilic (6,76%), 2.376 mixte de limbă moldovenească limbă rusă (5,4%) și cele ucrainene 416 (0,95%). Aceasta ar sugera că aproximativ 15% din populația Transnistriei studia în limba moldovenească/română în alfabetul chirilic sau latin, inclusiv în școlile bilingve. În schimb, 34,2% dintre elevi proveneau din familii care vorbeau preponderent limba română, în timp ce 28% proveneau din familii în care limba principală era ucraineana.

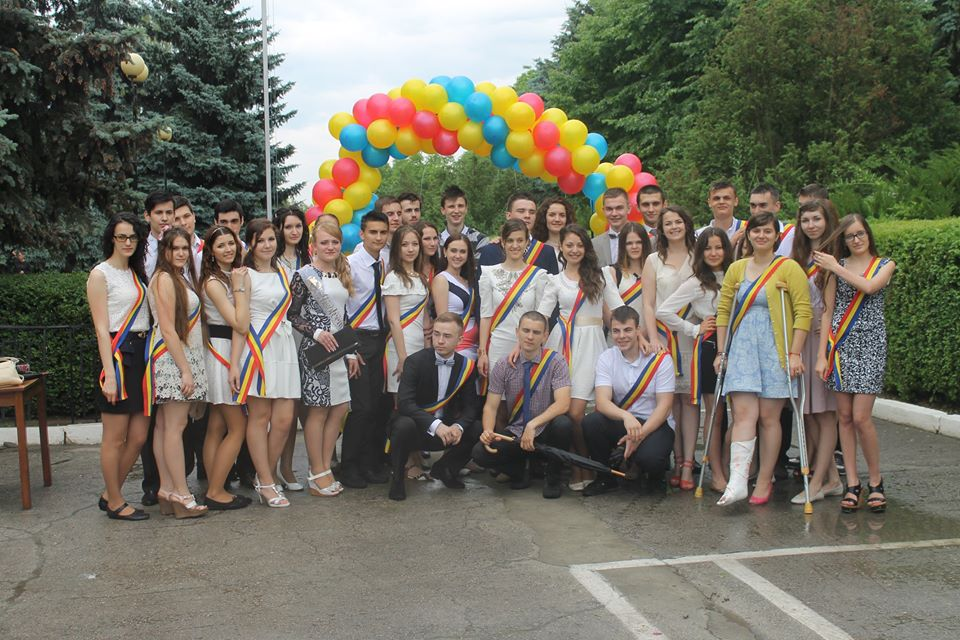
Elevi ai liceului "Alexandru cel Bun" din Tighina

### Școlile românești din Transnistria
În prezent există 7 școli românești în teritoriul controlat de Republica Moldovenească Nistreană:
- Liceul Teoretic "Lucian Blaga", Tiraspol

- Liceul Teoretic "Alexandru cel Bun", Tighina

- Liceul Teoretic "Ștefan cel Mare și Sfânt", Grigoriopol

- Liceul Teoretic "Mihai Eminescu", Dubăsari

- Liceul Teoretic "Evrika", Rîbnița

- Gimnaziul din Roghi (teritoriu disputat între Republica Moldova și separatiști)

- Gimnaziul din Corjova (teritoriu disputat între Republica Moldova și separatiști)

### Sate românești fără școli în limba română
Următoarele sate au majorități românești sau minorități importante, dar nu și școli în limba română:
- 3 sate cu 100% români/moldoveni doar cu școli rusești: Cuzmin, Broșteni, Leninu

- 4 sate cu majoritate românească/moldovenească doar cu școli rusești: Vadul Turcului, Sovețkoe, Mocra, Comisarovca Nouă

- 3 sate cu 50% români/moldoveni doar cu școli rusești: Crasnoe, Hlinaia, Proteagailovca

- 18 de sate cu 100% români/moldoveni, fără vreo școală (nici românească, nici rusească): Frunzăuca, Podoimița, Vasilievca, Sărăței, Vladimirovca, Zaporojeț, Besarabca, Jura, Goianul Nou, Afanasievca, Alexandrovca Nouă, Bosca, Pobeda, Kotovca, Bruslachi, Mocreachi, Marian, India

- 2 sate cu majoritate românească/moldovenească fără școli (nici românești, nici rusești): Butuceni, Priozornoe.